# Marco Baliani
Marco Baliani (Verbania, 6 luglio 1950) è un attore, drammaturgo, regista teatrale e scrittore italiano.

## Biografia
Assieme a Maria Maglietta, ha fondato nel 1975 il gruppo Ruotalibera, attivo a Roma nell’ambito dell’animazione teatrale e del teatro-ragazzi. In questi primi anni, Ruotalibera collabora con molte scuole pubbliche e con istituti di ricerca teatrale, con all'attivo diversi stage formativi in varie parti d'Italia. Ha diretto il gruppo fino al 1990 e ne sono nati diversi spettacoli tra cui Rosa e Celeste (1983), Orphy 2013 (1984, Premio Stregatto) e Oz (1986, segnalazione speciale Premio Stregatto).
A metà degli anni ottanta, Baliani inizia la sua ricerca sulla narrazione orale dando vita, in qualità di attore-narratore, a spettacoli come Storie (1986) e Kohlhaas (1989) tratto da Heinrich von Kleist, spettacolo simbolo del teatro di narrazione, esemplare sia sul piano attorale che drammaturgico. Prende il via da qui un originale percorso di ricerca fatto di spettacoli teatrali scritti e narrati dallo stesso Baliani, tra cui Frollo (1994) e Tracce (1996), sorta di conferenza narrativa sui temi dello stupore e dell’incantamento. Nel 1998, in occasione del ventesimo anniversario del ritrovamento del cadavere di Aldo Moro, va in onda in diretta su Rai2 Corpo di Stato. Il delitto Moro: una generazione divisa, in cui Baliani rivive la cronaca del sequestro da parte delle Brigate Rosse narrando in prima persona quelle che furono le sue reazioni, giorno dopo giorno, e disegnando il contesto sociale, politico e generazionale di quella esperienza.
Nel 1991, con Maria Maglietta, Baliani fonda Trickster-Bricconi Divini, soggetto teatrale in cui viene convogliata la ricerca sullo spazio del racconto in teatro. Nascono spettacoli premiati dalla critica come Piccoli Angeli (1993 – Premio Stregagatto) e, successivamente, Sole Nero (1998), interpretato da Maria Maglietta e dedicato alla storia della partigiana Gina Negrini.
Figura eclettica e complessa del teatro italiano contemporaneo, Baliani ha sperimentato inoltre drammaturgie corali creando spettacoli-evento per molti attori, come Corvi di Luna (1989) a partire dalle suggestioni dei racconti di Italo Calvino. L’anno successivo, sempre con lo stesso gruppo di attori, ha ideato e diretto D’acqua la luna per il Centro Teatrale Bresciano. Ancora nel 1990, in occasione del decennale della strage di Bologna, Baliani è chiamato a dirigere Antigone delle città, spettacolo di impegno civile che ha visto il coinvolgimento di cento attori. L’esperienza si ripete l’anno successivo con Antigone della Terra.
Dal 1994, per tre anni, Baliani dirige una trilogia teatrale realizzata nei forti del Trentino a partire dalle memorie e sulla Grande Guerra con gli spettacoli Come gocce di una fiumana (premio IDI per la regia, 1994), Terra dove non annotta (1995) e Le vie del ritorno (1996). Collegati a una precisa poetica della memoria, nel corso degli anni Novanta nascono spettacoli come Memoria del fuoco (1992) da Eduardo Galeano e Memoria del gelso sulla narrazione in forma epica della storia della città di Alessandria dalle origini fino alla contemporaneità. Per il Teatro dell’Elfo dirige Peer Gynt (1995) e Lola che dilati la camicia (1996). Nel 1997, per il CRT di Milano, dirige Gioventù senza Dio a partire dall’omonimo libro di Von Horváth.
Sul finire degli anni Novanta, l’Ente Teatrale Italiano affida a Baliani la realizzazione del progetto formativo I porti del Mediterraneo, che vede la partecipazione di gruppi di giovani attori selezionati nei differenti percorsi laboratoriali condotti in diverse città del Mediterraneo (Tunisi, Beirut, Casablanca, Marsiglia, Tirana, Bari, Genova). Ne nascono gli spettacoli Migranti (1996) collage di storie sul Mediterraneo e Giufà, Giochà, Gioà, Naareddini Hoca (1997) a partire dalla maschera di Giufà, e infine Sakrifice (2000), ispirato al mito di Ifigenia. Nel 1999 dirige e ambienta nei capannoni della Zisa di Palermo La crociata dei fanciulli ispirato all’omonimo romanzo di Marcel Schwob, su musiche originali di Goran Bregovic e con la partecipazione del coro delle voci bianche del Teatro Massimo di Palermo, ente coproduttore dello spettacolo assieme al Festival del Novecento.
Sempre nel 2000, Rai2 torna a trasmettere in diretta televisiva un lavoro di Marco Baliani: sul sagrato della basilica di Assisi va in scena Francesco a testa in giù, rilettura della vita di San Francesco di cui è autore (insieme a Felice Cappa) e interprete (assieme a Roberto Anglisani) per la regia di Maria Maglietta.
Nel 2001, per il Teatro Metastasio di Prato, è autore e interprete dello spettacolo Ombre (dal romanzo “Storia meravigliosa di Peter Schlemihl” di Adalbert von Chamisso) e Lo straniero, trasposizione teatrale dell’omonimo romanzo di Albert Camus, entrambi diretti da Maria Maglietta. Sempre nel 2002, Baliani si confronta con l’opera contemporanea, firmando la regia di Ellis Island con le musiche di Giovanni Sollima e il testo di Roberto Alajmo (produzione Teatro Massimo di Palermo), andato in scena al Teatro Massimo di Palermo e con protagonista @Elisa.
Con Amref, nel 2002 Baliani intraprende il progetto formativo Acting from the street, realizzato con un gruppo di ragazzi di strada degli slums di Nairobi. Sotto forma di volontariato artistico, Baliani dirige due spettacoli - Pinocchio Nero (Premio Ubu 2004) e L’amore buono. Una ballata ai tempi dell’Aids – che riscuotono un grande successo di pubblico e critica sia in Italia sia in Olanda, dove lo spettacolo è stato in tournée.
Nel 2005, su commissione della Pinacoteca di Brera di Milano, Baliani e Maglietta fanno vivere sulla scena il quadro La cena di Emmaus di Caravaggio all’interno del cortile della stessa Pinacoteca. Nel 2006, ispirandosi stavolta alle strisce dei fumetti di Sergio Tofano sulla figura di Bonaventura, Baliani mette in scena Qui comincia l’avventura de Sig. Bonaventura (con la produzione del Teatro di Roma e la collaborazione della Fondazione Cinema per Roma). Nell’estate dello stesso anno, Marco Baliani, assieme a Maria Maglietta, sono chiamati dalla Provincia Autonoma di Trento per dare vita a uno spettacolo dedicato alla memoria della figura di Cesare Battisti. Ne nasce lo spettacolo Di scomode parole, coprodotto dal Museo Storico di Trento.
Nel 2008 Baliani prende parte, in qualità di attore protagonista, allo spettacolo La notte delle lucciole, per la regia di Roberto Andò, che porta in teatro una sorta di dialogo immaginario tra Leonardo Sciascia e Pier Paolo Pasolini. Ancora nel 2008, Baliani torna a confrontarsi con la letteratura mettendo in scena La Pelle, tratto dall’omonimo romanzo di Curzio Malaparte, prodotto dal Teatro Metastasio di Prato e dal Teatro Mercadante di Napoli. Successivamente per il Teatro di Roma progetta Fratelli di Storia per i 150 anni dell’Unità di Italia che prevede la creazione di due spettacoli con lo stesso cast di artisti: Piazza di Italia (2009) tratto dal romanzo di Antonio Tabucchi e Repubblica di un solo giorno (2010), scritto assieme a Ugo Riccarelli e focalizzato sull’esperienza della Repubblica Romana del 1849.
Sullo stesso filone della memoria risorgimentale viene creato nel 2011, assieme a Maria Maglietta e Felice Cappa, lo spettacolo Terra Promessa sulla figura del brigante lucano Carmine Crocco (produzione CRT Artificio).
L’anno successivo Baliani e Maria Maglietta scrivono, dirigono e interpretano lo spettacolo Identità che si aggiudica il Premio Enriquez. Ancora, il 2012 segna l’avvio di una progettualità condivisa con l’attore Stefano Accorsi e il produttore Marco Balsamo. Al centro di questo sodalizio artistico c’è il “Progetto Grandi Italiani” che vuole affrontare in forma teatrale alcune opere letterarie della nostra grande tradizione poetica moderna. Nasce così Furioso Orlando, spettacolo ispirato al capolavoro dell’Ariosto che Baliani ha riscritto in rima. Protagonisti dello spettacolo Stefano Accorsi e l’attrice francese e cantante Nina Savary; l’anno successivo debutta Giocando con Orlando che vede in scena Accorsi, affiancato questa volta da Baliani stesso. Nel 2014 il progetto si concentra sulla grande opera di Giovanni Boccaccio e ne nasce Decamerone. Vizi Virtù Passioni: per questa occasione il cast, oltre a comprendere Accorsi, si allarga ad altri cinque attori. La regia e la scrittura del testo è sempre curata da Baliani, mentre la drammaturgia è firmata questa volta da Maria Maglietta.
Il 2013 è costellato di progetti che riprendono una caratteristica importante (e fondante) della carriera di Marco Baliani e che mettono l’accento sulla potenza pedagogica e formativa dell’esperienza teatrale. Dapprima, Baliani è chiamato dall’Accademia dei Filodrammatici di Milano per mettere in scena Che ci faccio qui?, spettacolo con i neodiplomati della scuola per attori, frutto di un anno di incontri e di tappe percorse. Nell’estate dello stesso anno, in occasione delle iniziative promosse da Marsiglia Capitale della Cultura 2013, Marco Baliani – affiancato da Maria Maglietta - raggiunge la città francese per tenere un percorso formativo di un mese presso l’Hôpital Sainte-Marguerite, cui hanno partecipato pazienti con disagi mentali, personale medico e studenti della Sezione Teatro del Dipartimento Arts – Pôle Lettres et Arts UFR ALLSH Université Aix-Marseille e della Scuola d’Arte Drammatica Conservatoire National à Rayonnement Régional Pierre Barbizet de Marseille. Il gruppo ha lavorato un mese intorno al tema del ranocchio e della ricerca del bacio e della possibile trasformazione in principe azzurro: al termine dello stage residenziale, è nato lo spettacolo Il bacio del ranocchio andato in scena il 27 e 28 luglio 2013 al Jardin d’hospitalité – Hôpital Salvator di Marsiglia.
Nel 2014 prende avvio una collaborazione biennale con il compositore Mauro Montalbetti che porterà alla creazione di due opere. Dapprima, in occasione del quarantennale della strage di Piazza della Loggia di Brescia, Marco Baliani dirigerà Il sogno di una cosa, di cui è autore anche del libretto, affiancato dalla regia video di Alina Marazzi e la direzione musicale di Montalbetti. L’opera è prodotta dalla Fondazione del Teatro Grande di Brescia. L’anno successivo continua la collaborazione tra Baliani e Montalbetti che darà vita all’opera Corpi Eretici. Dramma pasoliniano in nove canti, prodotto dalla Fondazione I Teatri di Reggio Emilia e dedicata all’opera di Pier Paolo Pasolini nel quarantesimo anniversario dalla sua morte.
Dal 2015 inizia invece una collaborazione artistica tra Marco Baliani e Marche Teatro che porta alla creazione di diversi spettacoli. Nel 2015, prima tappa di questo sodalizio, nasce Trincea, spettacolo che vede in scena il solo Baliani che è anche autore del testo, diretto da Maria Maglietta. Nel centenario dall’inizio della Prima Guerra Mondiale, Baliani veste i panni di un soldato qualunque, senza nome, imprigionato nelle trincee che percorsero mezza Europa. Questo lavoro vince il Premio Enriquez e dà avvio al cosiddetto ciclo di teatro di post-narrazione, superamento di quella narrazione che si era fatta spazio nello scenario teatrale sul finire degli Anni Ottanta.
L’anno successivo Marco Baliani dirige uno spettacolo corale a partire dal tema delle migrazioni degli ultimi anni. Vede la luce nel 2016 Human, spettacolo scritto a quattro mani e interpretato da Baliani e Lella Costa. Nell’estate dello stesso anno, Baliani torna a riabitare “la solitarietà della scena” in un reading dal titolo Del coraggio silenzioso dedicato ad alcuni atti di coraggio che, nella nostra recente storia, non hanno avuto bisogno di pubblicità, ma sono scaturiti da un moto spontaneo dell’anima. Il reading è stato presentato per la prima volta nel Duomo di Bergamo il 26 agosto 2016, in occasione dei festeggiamenti di Sant’Alessandro, patrono della città.
Nel 2017 Marco Baliani viene chiamato dalla Fondazione Inda di Siracusa che gli commissiona la regia della tragedia Sette contro Tebe che va in scena tra maggio e giugno 2017 nel grande Teatro Greco di Siracusa. Tratta da Eschilo e riscritta dallo stesso Baliani, la tragedia Sette contro Tebe viene messa in scena come se si descrivesse una guerra del giorno d’oggi: gli spettatori si trovano di fronte ad una città svuotata dove la guerra e l’assedio sono stillicidio quotidiano, una città che ricorda gli assedi del giorno d’oggi (Aleppo, Sarajevo negli anni Novanta, Kabul…).
L’anno dopo, Baliani, riprendendo il personale filone di teatro pedagogico-formativo, mette in scena La mandragola da Niccolò Machiavelli interpretata da I Nuovi, ovvero la compagnia dei giovani diplomati della Scuola per Attori “Orazio Costa” della Fondazione Teatro della Toscana.
Nel 2019 debutta Una notte sbagliata, secondo spettacolo del ciclo di post-narrazione, prodotto da Marche Teatro. Baliani è solo in scena ed è autore del testo; la regia è di Maria Maglietta. Baliani torna a confrontarsi con un tema caro al suo percorso, ovvero quello della violenza nella società: questa volta, però, ci troviamo di fronte a una violenza esercitata sui più deboli e questo permette all’autore di “andare a mettere il dito dentro le pieghe nascoste della psiche”, allontanandosi dalla logica della cronaca e da quella del “teatro civile”.
Nel 2022 e 2023 collabora con XNL Piacenza nello sviluppo di spettacoli teatrali con giovani attori. Progetto attori di bottega.

## Cinema e TV
Marco Baliani è anche attore cinematografico in numerosi film, tra cui Teatro di guerra di Mario Martone (1998), Domani di Francesca Archibugi (2000), Il più bel giorno della mia vita di Cristina Comencini, Il canto dell’allodola di David Ballerini (2005), Viaggio Segreto di Roberto Andò (2006). Nel 2007 è diretto da Saverio Costanzo nel film In memoria di me e da Andrea Molaioli ne La ragazza del lago; nel 2008 è nel cast de Il passato è una terra straniera di Daniele Vicari. Nel 2015 è attore ne Il nome del figlio, di nuovo diretto da Francesca Archibugi.
Per la televisione ha curato la serie di trasmissioni per Rai3 Storie dell’Arte e per Sky Arte ha scritto e condotto il format televisivo Camerini dedicato al teatro.

## Libri
Baliani è inoltre autore di diversi libri. Rizzoli ha pubblicato il testo teatrale Corpo di Stato e i diari di viaggio Pinocchio Nero e L’amore buono. Inoltre, sempre per Rizzoli sono usciti i romanzi Nel regno di Acilia, L’occasione e la raccolta di racconti La metà di Sophia. Con Titivillus Edizioni Baliani ha pubblicato Ho cavalcato in groppa a una sedia. Del 2016 l’uscita con Skira del volume Quanto vale un uomo con Andrea Camilleri, Ascanio Celestini, Marco Paolini e Chi ha tempo per Marcos y Marcos. Ogni volta che si racconta una storia è l’ultimo libro di Baliani che per la prima volta pubblica con Laterza Editore.
Negli ultimi anni, Baliani ha dato voce a moltissime pagine della narrativa italiana e internazionale registrando differenti audiolibri. Tra questi In viaggio con Erodoto di Ryszard Kapuściński, Il giardino dei Finzi-Contini di Giorgio Bassani, Il richiamo della foresta di Jack London e Lolita di Nabokov per Emons Audiolibri. Per Full Color Sound ha letto Sogni di sogni di Tabucchi e, dello stesso autore, Donna di Porto Pim.

## Teatrografia
- Rosa e Celeste, 1983
- Orphy 2013, 1984
- Oz, 1986
- Storie, 1986
- Jeanne D'Arc, 1989
- Corvi di luna, 1989
- Kohlhaas, 1990
- Memoria del gelso, 1991
- D'acqua la luna, 1991
- Antigone delle città, Bologna 2 agosto 1991
- Antigoni della terra, Bologna 2 agosto 1992
- Memoria del fuoco, 1992
- Piccoli angeli, 1993
- Come gocce di una fiumana, 1994
- Terra dove non annotta, 1995
- Anni di vento, 1995
- Frollo, 1995
- Peer Gynt, 1995
- Migranti, 1996
- Le vie del ritorno, 1996
- Tracce, 1996
- Lola che dilati la camicia, 1996
- Giufà, Giochà, Gioà, Nasreddin Hoca, 1997
- Gioventù senza Dio, 1997
- Corpo di stato. Il delitto Moro: una generazione divisa, 1998
- Sole nero, 1998
- Nemici per la pelle, 1999
- La crociata dei fanciulli, 1999
- Francesco a testa in giu, con Felice Cappa, Assisi, 23 dicembre 1999
- La seconda vita di Francesco d'Assisi, 2000
- Sacrifice, 2000
- Ombre, 2001
- Ellis Island, 2002
- Lo straniero, 2003
- Pinocchio Nero, 2004
- La cena di Emmaus, 2005
- Di scomode parole, 2006
- Qui comincia l'avventura del signor Bonaventura, 2007
- La notte delle lucciole, 2008
- La pelle, 2008
- Piazza d'Italia, 2009
- La repubblica di un solo giorno, 2010
- Terra promessa. Briganti e migranti, con Felice Cappa e Maria Maglietta, 2011
- Giocando con Orlando, con Stefano Accorsi, 2012
- Identità, 2012
- Che ci faccio qui?, 2013
- Le baiser de la grenouille, 2013
- Il sogno di una cosa, 2014
- Decamerone. Vizi, virtù, passioni, 2014
- Corpi eretici. Dramma pasoliniano in 9 canti, 2015
- Trincea, 2015
- Human, 2016
- Del coraggio silenzioso, 2016
- Sette contro Tebe, 2017
- La mandragola, 2018
- Paragoghè/Depistaggio, 2019
- Una notte sbagliata, 2019
- L'attore nella casa di cristallo, 2020
- Opposti flussi, 2020
- Arlecchino, 2024

## Filmografia
- Le acrobate, regia di Silvio Soldini (1997)
- Teatro di guerra, regia di Mario Martone (1998)
- Domani, regia di Francesca Archibugi (2001)
- Il più bel giorno della mia vita, regia di Cristina Comencini (2002)
- Il ronzio delle mosche, regia di Dario D'Ambrosi (2003)
- Il silenzio dell'allodola, regia di David Ballerini (2005)
- Viaggio segreto, regia di Roberto Andò (2006)
- In memoria di me, regia di Saverio Costanzo (2007)
- Love Difference, regia di Armando Ceste (2007)
- La ragazza del lago, regia di Andrea Molaioli (2007)
- Il passato è una terra straniera, regia di Daniele Vicari (2008)

## Audiolibri
- Notturno indiano, dal romanzo di Antonio Tabucchi per Emons Audiolibri (2020)
- La lunga attesa dell'angelo, dal romanzo di Melania Mazzucco per Emons Audiolibri (2019)
- Il giardino dei Finzi-Contini, dal romanzo di Giorgio Bassani per Emons Audiolibri (2019)
- Canto della pianura, dal romanzo di Kent Haruf per Emons Audiolibri (2018)
- Caporetto di Alessandro Barbero della casa editrice Editori Laterza (2017) pubblicato in audiolibro da Emons Audiolibri (2018)
- Lolita, dal romanzo di Vladimir Nabokov per Emons Audiolibri (2015)
- Il richiamo della foresta, dal romanzo di Jack London per Emons Audiolibri (2013)
- Il rumore del cuore, il gatto nero, dai racconti di Edgar Allan Poe, con le musiche di Stefano Bollani, per Luca Sossella Editore (2012)
- In viaggio con Erodoto, dai racconti di Ryszard Kapuściński per Emons Audiolibri (2011)
- Donna di porto Pim, dal romanzo di Antonio Tabucchi per la casa editrice Full Color Sound (2006)
- Sogni di sogni, dal romanzo di Antonio Tabucchi per la casa editrice Full Color Sound (2008)

## Pubblicazioni
- L'occasione, Milano, ed. Rizzoli, 2013, ISBN 978-88-17-06605-1.
- La zattera di nessuno, scritto con Piera Principe, ed. Titivillus, 2013.
- Mary Sconta e la gallinella evasa, illustrazioni di Stefano Ricci, ed. Mondaino, 2011, ISBN 978-88-902681-9-9.
- Ho cavalcato in groppa ad una sedia, autobiografia, ed. Titivillus, 2010, ISBN 978-88-7218-287-1.
- Sulla scena del racconto, ed. Zona, 2009, ISBN 978-88-6438-036-0.
- Qui e ora: invito a teatro con Marco Baliani, ed. Nuova cultura, 2008, ISBN 978-88-6134-228-6.
- La metà di Sophia, ed. Rizzoli, 2008, ISBN 978-88-17-01996-5.
- L'amore buono, ed. Rizzoli, 2006, ISBN 978-88-17-01358-1.
- Pinocchio nero, Milano, ed. Rizzoli, 2005, ISBN 978-88-17-00726-9.
- Nel regno di Acilia, ed. Rizzoli, 2004, ISBN 978-88-17-00192-2.
- Corpo di stato: il delitto Moro, ed. Rizzoli, 2003, ISBN 978-88-17-87250-8; Body of state, tradotto in inglese da Nicoletta Marini-Maio, Ellen Nerenberg e Thomas Simpson, ed. Fairleigh Dickinson University Press, 2011, ISBN 9781611474633, Corps d'État: théâtre, tradotto in francese da Olivier Favier, Paris, Éd. de l'Amandier, 2012, ISBN 9782355161735.
- Il signor Ventriglia, con disegni e musiche di Mirto Baliani, ed. Orecchio acerbo, 2002, ISBN 978-88-900693-5-2.
- Kohlhaas, scritto con Remo Rostagno, Edizioni Corsare, 2001, ISBN 978-88-87938-03-6.
- Francesco a testa in giù, scritto con Felice Cappa, ed. Garzanti, 2000, ISBN 978-88-11-66859-6; Franziskus steht Kopf das Leben des Franz von Assisi, tradotto da Brigitte Korn-Wimmer, ed. München Verlag Sankt Michaelsbund, 2016, ISBN 9783943135732.
- Peer Gynt, teatrografia scritta con Henrik Ibsen e Alessandra Ghiglione, ed. Vita e pensiero, 1994, ISBN 978-88-343-2633-6.
- Pensieri di un raccontatore di storie, Genova, Comune, Assessorato Istituzioni Scolastiche, 1991, ISBN 978-88-95204-23-9.
- Ciak! Si legge, scritto con Eva Schwarzwald, Milano, ed. Emme, 1985, ISBN 978-88-294-0095-9.
- Bambini, mutanti, replicanti, Firenze, ed. Società Editrice Sampierdarenese, 1985.
- Laura Borroni e Vincenzo Giorgi (a cura di), Roma Ovest lungo il Tevere, Bulzoni Editore, 1976, SBN SBL0333254.

### Biografie
- Archivio di voci, scritto con Vincenzo Maria Oreggia, ed. Rosellina Archinto Editore, 2014, ISBN 978-88-7768-663-3.
- Ho cavalcato in groppa ad una sedia, da un racconto di Heinrich von Kleist, ed. Titivillus, 2010, ISBN 978-88-7218-287-1.

### Racconti
- Dentro un gatto ci sono tante storie, ed. Filema, 2009, ISBN 978-88-95204-23-9.
- La bottega dei narratori, scritto con Gerardo Guccini, Ascanio Celestini, Laura Curino, Marco Paolini e Gabriele Vacis, ed. Dino Audino Editore, 2005, ISBN 9788875271022.
- Racconti a teatro, scritto con Fabrizio Fiaschini e Alessandra Ghiglione, Firenze, ed. Loggia de' Lanzi, 1998, ISBN 978-88-8105-120-5.